# Tyrell Corporation
La Tyrell Corporation est une entreprise fictive du film Blade Runner (1982) réalisé par Ridley Scott.

## Film

### Description
Basée dans un immense complexe pyramidal dans la banlieue de Los Angeles, la Tyrell Corporation est une mégacorporation baptisée du nom de son fondateur, le Dr. Eldon Tyrell. Le vice-président est le Dr. Herman Schlect. La devise de Tyrell est « plus humain que l'humain » et le logotype est basé sur le hibou.

### Production
Vers 2019 — année où se déroule le film —, la Tyrell Corporation est une entreprise de pointe dans la production des androïdes appelés « réplicants ». Elle produit notamment les « Nexus 6 » difficilement détectables au test d'empathie Voight-Kampff et qui sont pourchassés par les Blade Runner du Los Angeles Police Department (dont Rick Deckard) dans le film.
Dans le script du film daté du 22 décembre 1980, la Tyrell Corporation était appelée « Nekko Corporation ».

## Différence avec le roman
Son nom est différent dans le livre Les androïdes rêvent-ils de moutons électriques ? de Philip K. Dick qui inspira Blade Runner où elle se nomme la « Rosen Corporation » et où elle est basée à Seattle. Le nom choisi est un hommage à la série Dossiers brûlants (Kolchak: The Night Stalker) de 1974, où dans l'épisode « Prénom R.I.N.G. » se trouve un androïde violent qui développe un instinct de survie. Pour éviter sa désactivation, l'androïde s'échappe et collectionne des objets, acte typiquement humain, essayant ainsi de devenir « plus humain qu'un humain ». Le fabricant de cet androïde était l'« Institut Tyrell ». Dans le livre, cette société est une des principales fabricantes d'androïdes mais pas la seule.
Dans le roman Blade Runner 2: The Edge of Human de K. W. Jeter, la nièce de Tyrell, Sarah dirige l'entreprise.

## Postérité
La Tyrell Corporation a servi d'inspiration pour la « Genom Corporation » de la série animée Bubblegum crisis.